# Discografia de Gwen Stefani
A discografia de Gwen Stefani, cantora americana de pop rock e ska, consiste em três álbuns de estúdio, quinze singles e um DVD musical, todos lançados pela Interscope Records.
Gwen começou sua carreira como vocalista da banda No Doubt, porém passou a gravar material solo no início de 2003, e seu álbum de estréia, Love. Angel. Music. Baby., foi lançado em novembro de 2004. O álbum, que ela divulgou como sua "gravação dance", conta com colaborações de vários músicos, compositores e produtores e levou o trabalho de Stefani para o dance-pop e New Wave. Alcançou o topo da parada de álbuns oficial da Austrália, a quinta posição na dos Estados Unidos, e recebeu seis nomeações ao Grammy Award, além de diversas certificações mundialmente, incluindo platina tripla nos Estados Unidos e quádrupla na Austrália. Seis das doze faixas do álbum foram lançadas como singles, com os três primeiros também obtendo certificações, e as canções "What You Waiting For?" e "Hollaback Girl" alcançando o topo da parada musical da Austrália, além da segunda ter obtido a posição também nos Estados Unidos. Love. Angel. Music. Baby. vendeu sete milhões de cópias mundialmente.
O segundo álbum de Stefani, intitulado The Sweet Escape, foi lançado em dezembro de 2006. Contém os gêneros New Wave e electro/dance music, assim como seu predecessor, e explora sons de pop moderno. Este álbum estreou na segunda posição na Austrália e na terceira nos Estados Unidos, e dele foram lançados cinco singles, entre outubro de 2006 e o mesmo mês do ano seguinte. O primeiro single "Wind It Up" e o homônimo segundo single, uma parceria com o cantor Akon, alcançaram a primeira posição na parada da Nova Zelândia, além do segundo também ter obtido a posição na Austrália. Com a venda de quatro milhões de cópias de The Sweet Escape, Gwen Stefani vendeu um total de 11 milhões de álbuns em sua carreira solo, adicionados aos 30 milhões que havia vendido com a banda No Doubt.

## Álbuns de estúdio
| Detalhes do álbum                                         | Melhores posições | Melhores posições | Melhores posições | Melhores posições | Melhores posições | Melhores posições | Melhores posições | Melhores posições | Melhores posições | Melhores posições | Melhores posições | Melhores posições | Melhores posições | Melhores posições | Vendas        | Certificações |
| Detalhes do álbum                                         | EUA               | ALE               | AUS               | AUT               | CAN               | FIN               | FRA               | HOL               | IRL               | JAP               | NOR               | SUE               | SUI               | UK                | Vendas        | Certificações |
| --------------------------------------------------------- | ----------------- | ----------------- | ----------------- | ----------------- | ----------------- | ----------------- | ----------------- | ----------------- | ----------------- | ----------------- | ----------------- | ----------------- | ----------------- | ----------------- | ------------- | --- |
| Love. Angel. Music. Baby. - Gravadora: Interscope         | 5                 | 11                | 1                 | 12                | 3                 | 3                 | 19                | 14                | 5                 | 265               | 6                 | 8                 | 17                | 4                 | - : 1.068.242 | - CAN: 5× Platina - AUS: 4× Platina - EUA: 3× Platina - UK: 3× Platina - ALE: Ouro - ARG: Ouro - FRA: Ouro - MEX: Ouro - NZL: Ouro |
| The Sweet Escape - Gravadora: Interscope                  | 3                 | 17                | 2                 | 18                | 3                 | 15                | 33                | 35                | 16                | 7                 | 5                 | 19                | 8                 | 14                | - : 365.143   | - CAN: 2× Platina - AUS: 2× Platina - EUA: Platina - ALE: Ouro - NZL: Ouro - UK: Ouro                                              |
| This Is What the Truth Feels Like - Gravadora: Interscope | 1                 | 40                | 6                 | 38                | 3                 | —                 | 49                | 49                | 17                | 74                | 40                | —                 | 10                | 14                | - : 200.000   | |
| You Make It Feel Like Christmas - Gravadora: Interscope   | 16                | —                 | —                 | —                 | 24                | —                 | —                 | —                 | —                 | —                 | —                 | —                 | —                 | 55                | - : 260.000   | |

## Álbuns de vídeo
| Ano  | Detalhes do álbum                                                               | Certificações                 |
| ---- | ------------------------------------------------------------------------------- | ----------------------------- |
| 2006 | Harajuku Lovers Live - Lançado: 5 de dezembro de 2006 - Diretora: Sophie Muller | - AUS: Platina - CAN: Platina |

## Singles

### Como artista principal
| 2004                                                    | "What You Waiting For?"                               | 47  | 22 | 1  | 7  | 24 | 4  | 5   | 15 | 2  | 3  | 3  | 17 | 4   | - : Prata   | Love. Angel. Music. Baby.         |
| 2004                                                    | "Rich Girl" (com Eve)                                 | 7   | 14 | 2  | 10 | 12 | 7  | 4   | 4  | 2  | 2  | 3  | 6  | 4   | - : Ouro    | Love. Angel. Music. Baby.         |
| 2005                                                    | "Hollaback Girl"                                      | 1   | 3  | 1  | 5  | 12 | 8  | 17  | 7  | 4  | 6  | 3  | 6  | 8   | - : Prata   | Love. Angel. Music. Baby.         |
| 2005                                                    | "Cool"                                                | 13  | 20 | 10 | 15 | 1  | 18 | 32  | 25 | 12 | 16 | 9  | 24 | 11  |             | Love. Angel. Music. Baby.         |
| 2005                                                    | "Luxurious" (com Slim Thug)                           | 21  | 65 | 25 | 66 | 10 | 2  | —   | —  | 34 | —  | 17 | 39 | 44  |             | Love. Angel. Music. Baby.         |
| 2006                                                    | "Crash"                                               | 49  | —  | —  | —  | 87 | —  | —   | —  | —  | —  | —  | —  | —   |             | Love. Angel. Music. Baby.         |
| 2006                                                    | "Wind It Up"                                          | 6   | 21 | 5  | 18 | 17 | 6  | 12  | 6  | 10 | 7  | 1  | 14 | 3   | - : Ouro    | The Sweet Escape                  |
| 2007                                                    | "The Sweet Escape" (com Akon)                         | 2   | 6  | 2  | 6  | 2  | 8  | 4   | 8  | 4  | 2  | 1  | 10 | 2   | - : Prata   | The Sweet Escape                  |
| 2007                                                    | "4 in the Morning"                                    | 54  | 18 | 9  | 18 | 17 | 10 | 21  | 27 | 12 | 14 | 5  | 18 | 22  | - : Platina | The Sweet Escape                  |
| 2007                                                    | "Now That You Got It" (com Damian Marley)             | —   | 73 | 37 | 60 | —  | —  | —   | —  | —  | 17 | 21 | —  | 59  |             | The Sweet Escape                  |
| 2007                                                    | "Early Winter"                                        | —   | 6  | —  | 22 | —  | 14 | —   | —  | —  | —  | —  | 12 | —   |             | The Sweet Escape                  |
| 2014                                                    | "Baby Don't Lie"                                      | 46  | 26 | 53 | —  | 21 | 19 | 58  | 32 | —  | —  | 36 | —  | —   |             | Singles sem álbum                 |
| 2014                                                    | "Spark the Fire"                                      | —   | —  | —  | —  | —  | —  | —   | —  | —  | —  | —  | —  | —   |             | Singles sem álbum                 |
| 2015                                                    | "Used to Love You"                                    | 52  | —  | 58 | —  | 57 | —  | —   | —  | —  | —  | —  | —  | 157 | - : Ouro    | This Is What the Truth Feels Like |
| 2016                                                    | "Make Me Like You"                                    | 54  | —  | 97 | —  | 62 | 27 | 81  | —  | —  | —  | —  | —  | 140 |             | This Is What the Truth Feels Like |
| 2016                                                    | "Misery"                                              | 111 | —  | 74 | —  | —  | —  | 127 | —  | —  | —  | —  | —  | 171 |             | This Is What the Truth Feels Like |
| 2017                                                    | "You Make It Feel Like Christmas" (com Blake Shelton) | 102 | 53 | —  | 63 | —  | —  | —   | —  | —  | —  | —  | 62 | 71  |             | You Make It Feel Like Christmas   |
| "—" denota que o single não apareceu na parada musical. |                                                       |     |    |    |    |    |    |     |    |    |    |    |    |     |             |                                   |

### Como artista convidada
| Ano                                                     | Canção                    | Artista           | Melhores posições | Melhores posições | Melhores posições | Melhores posições | Melhores posições | Melhores posições | Melhores posições | Melhores posições | Certificações | Álbum            |
| Ano                                                     | Canção                    | Artista           | EUA               | ALE               | AUS               | FRA               | HOL               | IRL               | NZL               | UK                | Certificações | Álbum            |
| ------------------------------------------------------- | ------------------------- | ----------------- | ----------------- | ----------------- | ----------------- | ----------------- | ----------------- | ----------------- | ----------------- | ----------------- | ------------- | ---------------- |
| 2000                                                    | "South Side"              | Moby              | 14                | —                 | —                 | —                 | —                 | —                 | —                 | —                 |               | Play             |
| 2001                                                    | "Let Me Blow Ya Mind"     | Eve               | 2                 | 5                 | 4                 | 15                | 2                 | 1                 | 7                 | 4                 | - : Prata     | Scorpion         |
| 2005                                                    | "Can I Have It Like That" | Pharrell Williams | 49                | 37                | 22                | 78                | 15                | 12                | 18                | 3                 |               | In My Mind       |
| 2012                                                    | "Glycerine" (ao vivo)     | Bush              | —                 | —                 | —                 | —                 | —                 | —                 | —                 | —                 |               | Single sem álbum |
| 2015                                                    | "Kings Never Die"         | Eminem            | 80                | —                 | 62                | 184               | —                 | —                 | —                 | 82                |               | Southpaw         |
| "—" denota que o single não apareceu na parada musical. |                           |                   |                   |                   |                   |                   |                   |                   |                   |                   |               |                  |

### Outras canções
| Ano                                                     | Canção                                  | Melhores posições | Melhores posições | Melhores posições | Melhores posições | Melhores posições | Melhores posições | Notas                                                               |
| Ano                                                     | Canção                                  | EUA               | ALE               | AUS               | HOL               | NZL               | UK                | Notas                                                               |
| ------------------------------------------------------- | --------------------------------------- | ----------------- | ----------------- | ----------------- | ----------------- | ----------------- | ----------------- | ------------------------------------------------------------------- |
| 1998                                                    | "Almost Blue"                           | —                 | —                 | —                 | —                 | —                 | —                 | - Contido na compilação "Stormy Weather from AT&T"                  |
| 2001                                                    | "What's Going On" (com vários artistas) | 27                | 35                | 38                | 24                | 18                | 6                 | - Contido no álbum "What's Going On: All-Star Tribute"              |
| 2005                                                    | "The Real Thing"                        | —                 | —                 | —                 | —                 | —                 | —                 | - Single promocional do álbum "Love. Angel. Music. Baby."           |
| 2006                                                    | "Yummy" (com Pharrell Williams)         | —                 | —                 | —                 | —                 | —                 | —                 | - Single promocional do álbum "The Sweet Escape"                    |
| 2015                                                    | "Rainbow Connection"                    | —                 | —                 | —                 | —                 | —                 | —                 | - Contido na compilação "We Love Disney"                            |
| 2016                                                    | "Hands" (com vários artistas)           | —                 | —                 | —                 | —                 | —                 | —                 | - Single beneficente em homenagem às vítimas do Massacre de Orlando |
| 2017                                                    | "Santa Baby"                            | —                 | —                 | —                 | —                 | —                 | —                 | - Single promocional do álbum "You Make It Feel Like Christmas"     |
| 2017                                                    | "Medicine Man"                          | —                 | —                 | —                 | —                 | —                 | —                 | - Contido na trilha sonora do documentário "Served Like a Girl"     |
| "—" denota que o single não apareceu na parada musical. |                                         |                   |                   |                   |                   |                   |                   |                                                                     |

### Participações
| Ano                                                     | Canção                                                  | Artista                            | Melhores posições | Melhores posições | Álbum                               |
| Ano                                                     | Canção                                                  | Artista                            | EUA               | CAN               | Álbum                               |
| ------------------------------------------------------- | ------------------------------------------------------- | ---------------------------------- | ----------------- | ----------------- | ----------------------------------- |
| 1994                                                    | "Saw Red"                                               | Sublime                            | —                 | —                 | Robbin' the Hood                    |
| 1998                                                    | "You're the Boss"                                       | The Brian Setzer Orchestra         | —                 | —                 | The Dirty Boogie                    |
| 1999                                                    | "Spacetravel" (não creditada)                           | Bush                               | —                 | —                 | The Science of Things               |
| 1999                                                    | "So Far, So Pleased"                                    | Prince                             | —                 | —                 | Rave Un2 the Joy Fantastic          |
| 2000                                                    | "Everybody Is a Star"                                   | Fishbone                           | —                 | —                 | The Psychotic Friends Nuttwerx      |
| 2004                                                    | "Slave to Love" (não creditada)                         | Elan Atias                         | —                 | —                 | 50 First Dates                      |
| 2005                                                    | "Tears in Heaven"                                       | Vários artistas                    | —                 | —                 | Hurricane Relief: Come Together Now |
| 2006                                                    | "All Nighter"                                           | Elan Atias                         | —                 | —                 | Together as One                     |
| 2008                                                    | "Can't Stop the World" (não creditada)                  | Gavin Rossdale                     | —                 | —                 | Wanderlust                          |
| 2009                                                    | "U n Me (Together Alwayz)"                              | Bone Thugs-n-Harmony               | —                 | —                 | Uni5: The World's Enemy             |
| 2011                                                    | "Need You Tonight"                                      | INXS                               | —                 | —                 | The Very Best                       |
| 2014                                                    | "My Heart Is Open"                                      | Maroon 5                           | 107               | 94                | V                                   |
| 2014                                                    | "Together"                                              | Calvin Harris                      | —                 | —                 | Motion                              |
| 2015                                                    | "Shine"                                                 | Pharrell Williams                  | —                 | —                 | Paddington                          |
| 2015                                                    | "Run Away"                                              | Snoop Dogg                         | —                 | —                 | Bush                                |
| 2015                                                    | "It's a Small World"                                    | Vários artistas                    | —                 | —                 | We Love Disney                      |
| 2015                                                    | "Leather and Lace"                                      | Jeffery Austin                     | —                 | —                 | The Complete Season 9 Collection    |
| 2016                                                    | "Go Ahead and Break My Heart"                           | Blake Shelton                      | 70                | —                 | If I'm Honest                       |
| 2016                                                    | "Hair Up"                                               | Justin Timberlake & Ron Funches    | —                 | —                 | Trolls                              |
| 2016                                                    | "Move Your Feet" / "D.A.N.C.E." / "It's a Sunshine Day" | Vários artistas (elenco de Trolls) | —                 | —                 | Trolls                              |
| 2016                                                    | "I'm Coming Out" / "Mo' Money Mo' Problems"             | Vários artistas (elenco de Trolls) | —                 | —                 | Trolls                              |
| 2016                                                    | "Can't Stop the Feeling!" (versão do filme)             | Vários artistas (elenco de Trolls) | —                 | —                 | Trolls                              |
| 2016                                                    | "What U Workin' With?"                                  | Justin Timberlake                  | —                 | —                 | Trolls                              |
| "—" denota que o single não apareceu na parada musical. |                                                         |                                    |                   |                   |                                     |

## Videoclipes
| Ano  | Título                    | Diretor(a)                   |
| ---- | ------------------------- | ---------------------------- |
| 2001 | "South Side"              | Joseph Kahn                  |
| 2001 | "Let Me Blow Ya Mind"     | Philip Atwell                |
| 2004 | "What You Waiting For?"   | Francis Lawrence             |
| 2004 | "Rich Girl"               | David LaChapelle             |
| 2005 | "Hollaback Girl"          | Paul Hunter                  |
| 2005 | "Cool"                    | Sophie Muller                |
| 2005 | "Can I Have It Like That" | Paul Hunter                  |
| 2005 | "Luxurious"               | Sophie Muller & Gwen Stefani |
| 2006 | "Crash"                   | Sophie Muller                |
| 2006 | "Serious"[A]              | Sophie Muller                |
| 2006 | "Wind It Up"              | Sophie Muller                |
| 2007 | "The Sweet Escape"        | Joseph Kahn                  |
| 2007 | "4 in the Morning"        | Sophie Muller                |
| 2007 | "Now That You Got It"     | Saline Project               |
| 2007 | "Early Winter"            | Sophie Muller                |
| 2014 | "Baby Don't Lie"          | Sophie Muller & Weirdcore    |
| 2014 | "Spark the Fire"          | Sophie Muller                |
| 2015 | "Used to Love You"        | Sophie Muller                |
| 2016 | "Make Me Like You"        | Sophie Muller                |
| 2016 | "Misery"                  | Sophie Muller                |

- A ^  Foi produzido um videoclipe para "Serious", embora o vídeo completo nunca tenha sido liberado.[90]